# بومن (کالیفرنیا)
بومن (به انگلیسی: Bowman) یک منطقهٔ مسکونی در ایالات متحده آمریکا است که در شهرستان پلاسر، کالیفرنیا واقع شده‌است. بومن ۴۹۳ متر بالاتر از سطح دریا واقع شده‌است.